# Johanna Schopenhauer

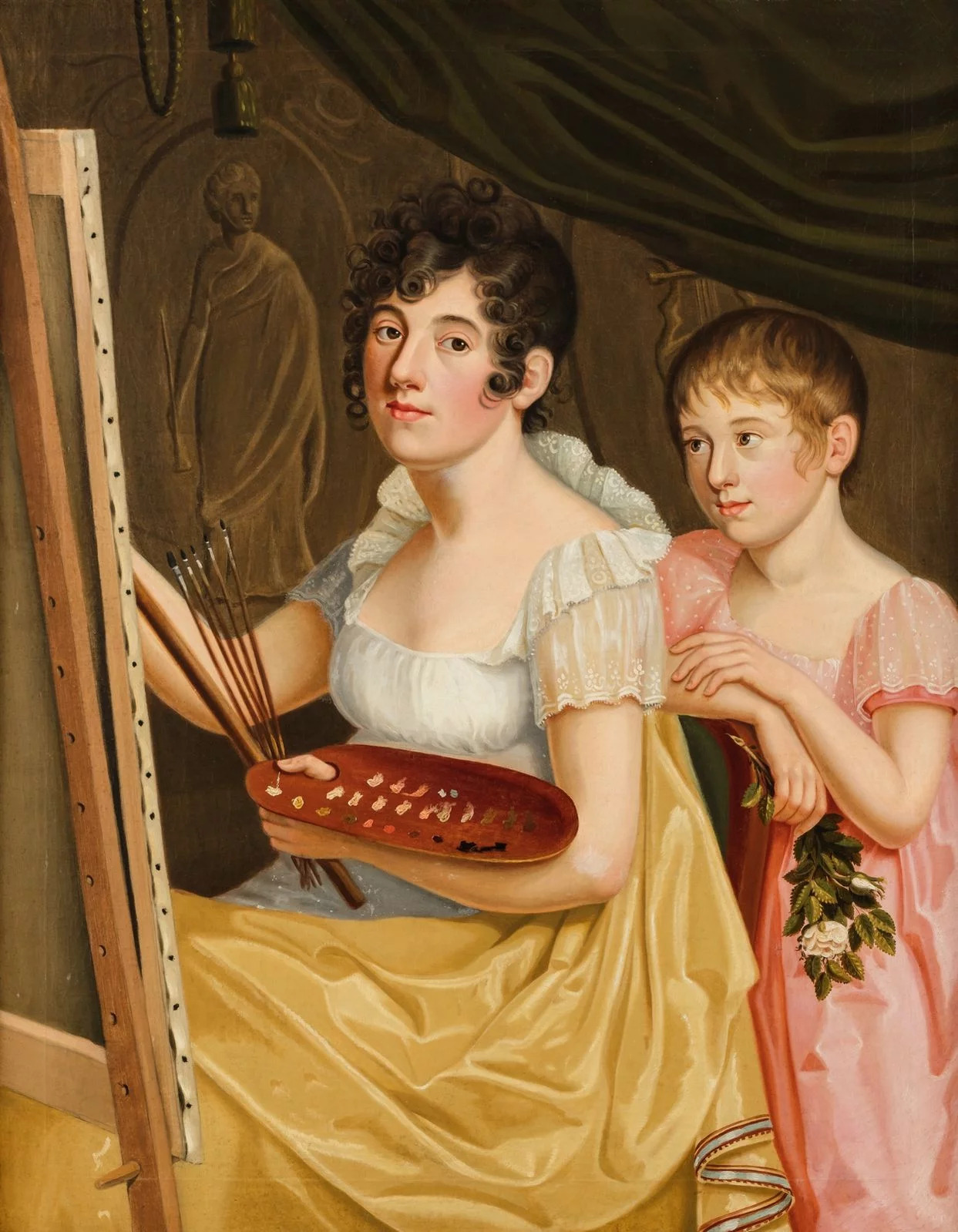
Johanna Schopenhauer med dottern Adele, målning av Caroline Bardua.

Henriette Johanna Schopenhauer, född 9 juli 1766 i Danzig, död 17 april 1838 i Jena, var en tysk romanförfattare. Hon var mor till Arthur och Adele Schopenhauer.
Schopenhauer var dotter till senatorn Trosiener och gifte sig 1784 med bankiren Schopenhauer. Efter sin makes död, 1806, levde hon mest i Weimar, slutligen i Bonn och Jena. 
Hon författade åtskilliga reseskildringar, romanerna Gabriele (1819-21, svensk översättning 1824), Die Tante (1823) och Sidonia (1828), en mängd berättelser, en karakteristik av Jan van Eyck und seine Nachfolger (1822).
Hennes talang visade sig bäst i reseskildringarna men även hennes romaner var populära. Temat var ofta uppoffring; att lidelsen skulle offras för plikt och uppgift. Till svenska översattes Anteckningar under en resa till Rhenfloden (1833) och Balkongen (1833).